# Persona Trinity Soul

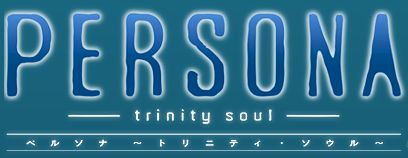
Logotipo - Persona: Trinity Soul

Persona: Trinity Soul (ペルソナ 〜トリニティ・ソウル〜 Perusona ~Toriniti Sōru~) es una serie anime japonesa. Es la secuela del juego de PlayStation 2 Persona 3, llevándose a cabo la trama 10 años después de los eventos del juego. Producida por Aniplex y animada por los estudios de animación A-1 Pictures, se estrenó en Japón en MBS, Tokio MX y Animax en enero de 2008. La banda sonora fue compuesta por Taku Iwasaki. De acuerdo con el fanbook oficial de Persona 3 Portable no es parte del canon oficial de la serie. Cuenta con 26 episodios.

## Sinopsis
Persona -Trinity Soul- toma lugar 10 años después del final de Persona 3. Se podría decir que es una continuación, también, de dicho juego.
Se sitúa en la ciudad de Ayanagi, localizada cerca del Mar del Japón, donde la policía investiga varios casos que involucran un misterioso padecimiento llamado "Síndrome de Apatía". Que lleva relación con lo sucedido hace 10 años.
Diez años atrás la ciudad sufrió un gran terremoto, del que se ha ido recuperando poco a poco.
En medio de la crisis, dos hermanos llamados Shin y Jun Kanzato se mudan de regreso para ver a su hermano mayor Ryō, quien ahora es Superintendente de la Policía de la Ciudad de Ayanagi, habiendo pasado diez años desde que los hermanos se encontraron por última vez.

## Personajes
Shin Kanzato 
Es el protagonista de la serie. Es un joven estudiante de preparatoria de 17 años, decide regresar a Ayanagi junto su hermano después de haber vivido un tiempo fuera del lugar. Ni él, ni su hermano menor, recuerdan lo que sucedió hace diez años. En el primer capítulo se muestra que durante un tiempo había estado teniendo sueños, en los que un elemento desconocido surgía de su espalda (el que sería su PERSONA)el cual usa para combatir con otro hombre, perdiendo en todos sus sueños; en el primer día tras su regreso a Ayanagi se topa con este, siendo atacado por su PERSONA, lo que hace reaccionar al PERSONA de Shin que acaba destruyendo al otro PERSONA.
Persona: Abel
Jun Kanzato
Es el hermano menor, 14 años. Tenía una melliza que murió en el accidente de hace diez años, quedando gravemente herido. Durante la serie en algunos momentos se llega a notar que es algo afeminado, pero en los últimos capítulos esto último se aclara, haciéndonos saber que la mitad del cerebro de su gemela le fue trasplantado. En algunos momentos se aprecia como su personalidad cambia, llegando a entablar conversaciones con su difunta hermana.
Persona: Seth
Ryo Kanzato
Es el mayor de los Kanzato (28 años), al igual que los otros dos él también posee una Persona, en este caso despertada artificialmente, por lo que requiere de ciertas drogas para que su PERSONA no se vuelva en su contra. Se ve que tiene un buen control de su Persona, en uno de los capítulos se menciona que es uno de los poseedores de PERSONA más viejos, ya que los que tienen una no llegan a vivir mucho tiempo. Es el único que sabe acerca de lo que ocurrió hace diez años y también era el único que sabía acerca de los casos del Síndrome de Apatía y Reverse -concretamente-.
Persona: Cain
Morimoto Kanaru
Es una chica de cabello corto y azul, particularmente siempre va muy tapada. Es algo tímida y también posee una Persona. Se le apoda "Mori" debido a que un tiempo atrás había una chica que era considerada como la reina de las "Extracciones de Sombra". A lo largo de la serie, se muestra que Morimoto siente algo más por Shin, llegándose a confesar en los últimos capítulos.Es la única que posee dos Personas.
Persona:Ashtoreth/Astarte

## Términos
Síndrome de Apatía
Se produce cuando a una persona se le arranca a la fuerza su PERSONA y este es destruido brutalmente. Es un síndrome que produce el estado vegetativo del afectado, llegando a producirse la muerte por inanición.
Reverse
Serie de casos conocidos así cuando los asesinados son encontrados con los músculos y las entrañas hacia afuera. Se produce cuando un PERSONA acaba con un humano.
Extracción de Sombra
Es un ritual en el que dos individuos conectan sus PERSONAS psíquicamente a través de la relajación y la meditación, produce un efecto similar a una droga antidepresiva, con su consecuente adicción. Para aquellos poseedores de PERSONAS de alto nivel, puede producir la manifestación y el despertar de esta.
PERSONA
Un PERSONA  es un ente determinado por la psique emocional y relacionada con los lazos afectivos del poseedor, todos los humanos poseen una, de mayor o menor nivel, pero solo unos cuantos pueden activarla y controlarla a voluntad. Puede ser despertada artificialmente, pero como consecuencia de esto, se pierde el control (esta pérdida es controlada con drogas especiales).

## Música
La banda sonora se compone en su mayoría por remix de las canciones de la BSO del videojuego Persona 3 y Persona 3 FES.
Opening 1
Breakin' Trough - Shūhei Kita
Opening 2
WORD OF THE VOICE - FLOW
Ending 1
Suicides Love Story - Nana Kitade
Ending 2
Found Me -Yumi Kawamura